# Obwodnica Biecza
Obwodnica Biecza – obwodnica omijająca Biecz, ukończona 16 października 2008. Obwodnica znajduje się w ciągu drogi krajowej nr 28, nazywanej trasą karpacką.
Oficjalne prace przy obwodnicy rozpoczęto 17 maja 2007. Jest to droga jednojezdniowa, główna przyspieszona. Oferta zwycięskiej firmy, SKANSKA SA, opiewała na kwotę ponad 100 milionów zł. Na trasie obwodnicy znajdują się 2 wiadukty i 3 mosty, w tym najdłuższy, 161-metrowy, 5-przęsłowy, nad rzeką Ropą.